# Малое Раменье (Костромская область)
Малое Раменье — посёлок в Вохомском районе Костромской области. Входит в Петрецовское сельское поселение.

## География
Располагается на реке Ветлуге в 28 километрах южнее райцентра Вохмы. Рельеф — равнина, климат средней полосы.

## История
26 октября 1924 г. Влас Павлович Плюснин получил разрешение об отводе земли под поселение. Изосим Васильевич Разумов (один из первых переселенцев) привёз землеустроителя, после чего началось строительство домов.
В начале ноября 2014 года в посёлке сгорела школа.
До 22 июня 2010 года посёлок был административным центром и единственным населённым пунктом Малораменского сельского поселения.

## Население
| 2008 | 2010 | 2014 |
| ---- | ---- | ---- |
| 390  | ↘294 | ↗343 |

## Транспорт
Автобус Вохма — Малое Раменье 3 раза в неделю.
Поезд Малое Раменье — Супротивный в 2000-х годах ходил 3 раза в неделю.
На 2012 год железная дорога в Малом Раменье не действует.

## Экономика
В 2009 году в посёлке начал функционировать цех топливных гранул.